# آلفرد هیچکاک تقدیم می‌کند: برش نهایی
«آلفرد هیچکاک تقدیم می‌کند: برش نهایی» (انگلیسی: Alfred Hitchcock Presents: The Final Cut) یک بازی ویدئویی در سبک بازی اکشن-ماجراجویی است که توسط یوبی‌سافت و در سال ۲۰۰۱ و در پلت‌فرم مایکروسافت ویندوز منتشر شده‌است.

## طرح
رابرت ماروین-جونز یک میلیاردر است که تصمیم می‌گیرد با ساخت فیلمی در حیات پشتی، به آلفرد هیچکاک ادای احترام کند. با این حال خدمه فیلم گم و احتمالاً به صورت وحشیانه به قتل رسیده‌اند. در همین حال کارآگاه جوزف شاملی که قدرت روانی دارد، خواهر زاده جونز است که سعی در حل معما دارد.

## بازخورد
| گردآورنده | امتیاز |
| --------- | ------ |
| متاکریتیک | 50/100 |

| ناشر                     | امتیاز |
| ------------------------ | ------ |
| Adventure ادونچر گیمرز   | [ ۳ ]  |
| کامپیوتر گیمینگ ورلد     | [ ۴ ]  |
| گیم‌اسپات                 | 5.8/10 |
| گیم‌اسپای                 | 55%    |
| گیم‌زون                   | 6.9/10 |
| آی‌جی‌ان                   | 6.1/10 |
| پی‌سی گیمر (بریتانیا)     | 56%    |
| پی‌سی گیمر (ایالات متحده) | 48%    |
| ایکس پلی                 | [ ۱۰ ] |
| The Cincinnati Enquirer  | [ ۱۱ ] |
| The Electric Playground  | 6.5/10 |